# 타이 항공의 운항 노선
타이 항공은 다음과 같은 노선을 운항하고 있다.

## 운항 노선

### 아시아

#### 동아시아
- 대한민국
  - 서울 - 인천국제공항 포커스 시티
- 일본
  - 도쿄
    - 하네다 국제공항
    - 나리타 국제공항

  - 나고야 - 주부 센토레아 국제공항
  - 오사카 - 간사이 국제공항
  - 삿포로 - 신치토세 공항
  - 센다이 - 센다이 공항 계절편
  - 후쿠오카 - 후쿠오카 공항
- 중화인민공화국
  - 베이징 - 베이징 수도 국제공항
  - 광저우 - 광저우 바이윈 국제공항
  - 상하이 - 상하이 푸둥 국제공항
  - 청두 - 청두 톈푸 국제공항
  - 쿤밍 - 쿤밍 창슈이 국제공항
- 홍콩
  - 홍콩 - 홍콩 국제공항
- 대만
  - 타이베이 - 타이완 타오위안 국제공항

#### 동남아시아
- 라오스
  - 비엔티안 - 왓따이 국제공항
- 말레이시아
  - 쿠알라룸푸르 - 쿠알라룸푸르 국제공항
- 미얀마
  - 양곤 - 양곤 국제공항
- 베트남
  - 하노이 – 노이바이 국제공항
  - 호치민 시 – 떤선녓 국제공항
- 싱가포르
  - 싱가포르 - 싱가포르 창이 국제공항
- 인도네시아
  - 자카르타 - 수카르노 하타 국제공항
  - 덴파사르 - 응우라라이 국제공항
- 태국
  - 방콕 - 수완나품 국제공항 허브
  - 우돈타니 - 우돈타니 국제공항[2]
  - 치앙마이 - 치앙마이 국제공항 포커스 시티[2]
  - 푸껫 - 푸껫 국제공항 포커스 시티
  - 핫야이 - 핫야이 국제공항[2]
  - 우본라차타니 - 우본라차타니 공항[2]
  - 콘깬 - 콘깬 공항[2]
- 캄보디아
  - 프놈펜 - 프놈펜 국제공항
- 필리핀
  - 마닐라 - 니노이 아키노 국제공항

#### 남아시아
- 네팔
  - 카트만두 - 트리부반 국제공항
- 방글라데시
  - 다카 - 샤잘랄 국제공항
- 인도
  - 델리 - 인디라 간디 국제공항
  - 뭄바이 - 차트라파티 시바지 국제공항
  - 벵갈로르 - 벵갈로르 국제공항
  - 아마다바드 - 사다르 발라바이 파텔 국제공항
  - 첸나이 - 첸나이 국제공항
  - 하이데라바드 - 라지브 간디 국제공항
- 파키스탄
  - 이슬라마바드 - 이슬라마바드 국제공항
  - 라호르 - 알라마 이크발 국제공항
  - 카라치 - 진나 국제공항

#### 서남아시아
- 사우디아라비아
  - 제다 - 킹 압둘아지즈 국제공항

### 유럽

#### 서유럽
- 영국
  - 런던 - 런던 히드로 국제공항
- 프랑스
  - 파리 - 파리 샤를 드 골 국제공항
- 독일
  - 뮌헨 - 뮌헨 국제공항
  - 프랑크푸르트 - 프랑크푸르트 국제공항

#### 중유럽
- 스위스
  - 취리히 - 취리히 국제공항

#### 남유럽
- 이탈리아
  - 로마 - 레오나르도 다 빈치 국제공항
  - 밀라노 - 밀라노 말펜사 국제공항

#### 북유럽
- 덴마크
  - 코펜하겐 - 코펜하겐 카스트럽 국제공항
- 스웨덴
  - 스톡홀름 - 스톡홀름 알란다 국제공항

### 오세아니아
- 오스트레일리아
  - 멜버른 - 멜버른 공항
  - 시드니 - 시드니 공항

## 과거 취항지

### 아시아

#### 동아시아
- 대한민국
  - 서울 - 김포국제공항
  - 부산 - 김해국제공항
- 중화인민공화국
  - 샤먼 - 샤먼 가오치 국제공항
  - 청두 - 청두 솽류 국제공항
  - 징훙 - 시솽반나 가사 공항
- 마카오
  - 마카오 - 마카오 국제공항
- 중화민국
  - 가오슝 - 가오슝 국제공항

#### 동남아시아
- 라오스
  - 루앙프라방 - 루앙프라방 국제공항
- 말레이시아
  - 랑카위 - 랑카위 국제공항
  - 코타키나발루 - 코타키나발루 국제공항
- 미얀마
  - 라시오 - 라시오 공항
- 베트남
  - 다낭 - 다낭 국제공항
- 브루나이
  - 반다르스리브가완 - 브루나이 국제공항[3]
- 인도네시아
  - 수라바야 - 주안다 국제공항
- 태국
  - 방콕 - 돈므앙 국제공항 - (수완나품 국제공항으로 이양)
  - 우타파오 - 우타파오 국제공항
  - 나코시탐마탓 - 나코시탐마탓 공항
  - 나콘라차시마 - 나콘라차시마 공항
  - 나콘파놈 - 나콘파놈 공항
  - 난 - 난 공항
  - 부리람 - 부리람 공항
  - 람빵 - 람팡 공항
  - 로이 - 로이 공항
  - 매솟 - 매솟 공항
  - 매홍손 - 매홍손 공항
  - 빠따니 - 빠따니 공항
  - 사콘나콘 - 사콘나콘 공항
  - 코사무이 - 사무이 공항
  - 탁 - 탁 공항
  - 펫차분 - 펫차분 공항
  - 프래 - 프래 공항
  - 핏사눌록 - 핏사눌룩 공항

#### 남아시아
- 방글라데시
  - 치타공 - 샤아마나트 국제공항
- 인도
  - 가야 - 갸아 공항 계절편
  - 콜카타 - 네타지 수바스 찬드라 보스 국제공항

#### 서남아시아
- 바레인
  - 마나마 - 바레인 국제공항
- 사우디아라비아
  - 리야드 - 킹 칼리드 국제공항
  - 다란 - 다란 국제공항[3]
- 아랍에미리트
  - 아부다비 - 아부다비 국제공항
  - 두바이 - 두바이 국제공항
- 오만
  - 무스카트 - 무스카트 국제공항 - (카라치 경유)
- 이라크
  - 바그다드 - 바그다드 국제공항
- 이란
  - 테헤란 - 테헤란 메흐라바드 국제공항
  - 테헤란 - 테헤란 이맘 호메이니 국제공항
- 쿠웨이트
  - 쿠웨이트 시티 - 쿠웨이트 국제공항
- 파키스탄
  - 이슬라마바드 - 베나지르 부토 국제공항

### 아프리카

#### 북아프리카
- 이집트
  - 카이로 - 카이로 국제공항

#### 남아프리카
- 남아프리카 공화국
  - 요하네스버그 - OR 탐보 국제공항

### 유럽

#### 서유럽
- 독일
  - 뒤셀도르프 - 뒤셀도르프 국제공항
- 네덜란드
  - 암스테르담 - 암스테르담 스키폴 국제공항
- 벨기에
  - 브뤼셀 - 브뤼셀 국제공항

#### 중유럽
- 스위스
  - 제네바 - 제네바 국제공항
- 오스트리아
  - 빈 - 비엔나 국제공항

#### 남유럽
- 그리스
  - 아테네 - 아테네 국제공항
- 스페인
  - 마드리드 - 마드리드 바하라스 국제공항
  - 바르셀로나 - 바르셀로나 엘프라트 국제공항
- 튀르키예
  - 이스탄불 - 아타튀르크 국제공항

#### 동유럽
- 러시아
  - 모스크바 - 도모데도보 국제공항

#### 북유럽
- 노르웨이
  - 오슬로 - 오슬로 가르데르모엔 국제공항
- 핀란드
  - 헬싱키 - 헬싱키 반타 국제공항

### 아메리카

#### 북아메리카
- 미국
  - 뉴욕 - 존 F. 케네디 국제공항
  - 댈러스 - 댈러스 포트워스 국제공항
  - 로스앤젤레스 - 로스앤젤레스 국제공항
  - 시애틀 - 시애틀 타코마 국제공항
- 캐나다
  - 토론토 - 토론토 피어슨 국제공항

### 오세아니아

#### 오스트랄라시아
- 뉴질랜드
  - 오클랜드 - 오클랜드 국제공항
  - 크라이스트처치 - 크라이스트처치 국제공항
- 오스트레일리아
  - 브리즈번 - 브리즈번 공항
  - 애들레이드 - 애들레이드 공항
  - 케언스 - 케언스 공항
  - 퍼스 - 퍼스 공항

#### 멜라네시아
- 누벨칼레도니
  - 누메아 - 누메아 라 톤투타 국제공항

#### 미크로네시아
- 괌
  - 괌 - 앤토니오 B. 원 팻 국제공항